# Raymond du Temple
Raymond du Temple († 1404) war ein französischer Baumeister.
1356 wurde er zum Kontrolleur der Arbeit Jean le Bouteillers ernannt, der seit 1351 an Chor der Kathedrale Notre-Dame arbeitete. Ab 1361 arbeitete er am Donjon des Schlosses Vincennes, ab 1363 am Hôtel Saint-Paul, der damals bevorzugten königlichen Residenz in Paris, die er im Auftrag des Königs wohnlicher gestalten sollte.
Er war der Architekt des Königs Karl V. in dessen gesamter Regierungszeit, also von 1364 bis 1380. 1364 arbeitete er am Louvre, wo er eine Treppe in einem Türmchen baute, die schnell berühmt wurde, ab 1373 an der Mauer des Schlosses Vincennes, das Karl V. zu einer geschlossenen Anlage ausbauen wollte. 1375 war er der Architekt am Collège de Beauvais in Paris, von dem lediglich die Kapelle noch existiert.
15 Jahre nach dem Ende seiner Tätigkeit als königlicher Architekt trat er im Auftrag von Guy VI. de la Trémoille bei Bauarbeiten am Donjon des Schlosses Sully-sur-Loire in Erscheinung. Drei Jahre später, als König Karl VI. die Wiederherstellung des Petit Pont in Paris befahl, der zwei Jahre zuvor (1393) bei einem Hochwasser zerstört worden war, wurde Raymond du Temple die Leitung der Arbeiten anvertraut. Sein Bauwerk versank jedoch bei der Flut von 1408 ebenfalls in den Fluten.
| Personendaten    | Personendaten            |
| ---------------- | ------------------------ |
| NAME             | Du Temple, Raymond       |
| KURZBESCHREIBUNG | französischer Baumeister |
| GEBURTSDATUM     | 14. Jahrhundert          |
| STERBEDATUM      | 1404                     |